# Relativité totale
La relativité totale est une théorie non aboutie de Christiaan Huygens après qu'il eut parfaitement maîtrisé la relativité galiléenne appliquée à la théorie des chocs.
Huygens étudie la théorie de Galilée, et butant sur la question du mouvement de rotation uniforme d'un solide, travaille sur l'accélération dans un mouvement circulaire et se penche sur l'analyse de la force centrifuge. Il explique ainsi l'expérience du pendule conique et invente une horloge à pendule qui assoit sa réputation.
Il ne peut poursuivre son idée, car dès 1684, Newton travaille à ses Principia. Huygens est peiné par l'acrimonie de Newton vis-à-vis de ses travaux (Newton défend une théorie corpusculaire de la lumière, alors que Huygens travaille sur la lumière en tant qu'onde). Toutefois, ses travaux l'ont amené à mettre en place une théorie aboutie, quoique non publiée de son vivant, de la loi des chocs qui constituera la base des travaux de son ami Leibniz. Cette théorie réfute les travaux de Descartes, qui identifie la force d'un corps en mouvement comme étant égale au produit de sa masse par sa vitesse ; Huygens déduit au contraire que la somme des produits des masses par les carrés de la vitesse reste inchangée. 